# エドワード・セシル (軍人)

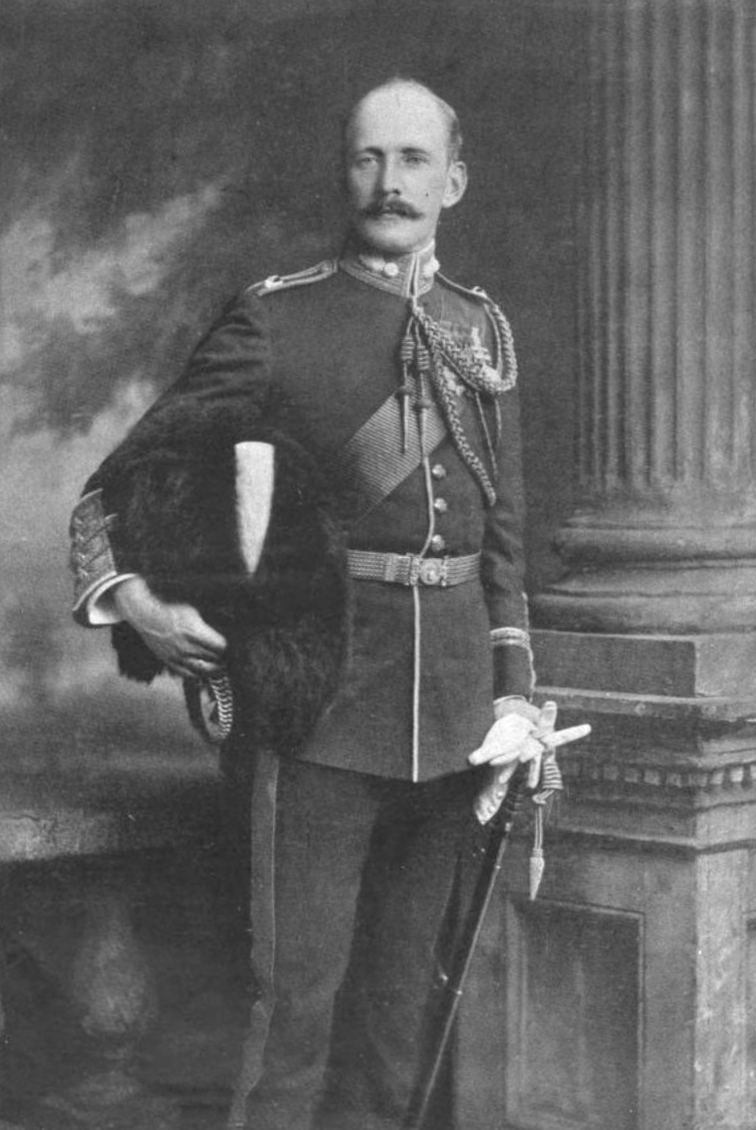
『ザ・スケッチ』1899年11月1日号に掲載された肖像写真。

エドワード・ハーバート・ガスコイン＝セシル卿（英語: Lord Edward Herbert Gascoyne-Cecil KCMG DSO、1867年7月12日 – 1918年12月13日）、通称エドワード・セシル卿（Lord Edward Cecil）は、イギリスの軍人、行政官。イギリスの首相第3代ソールズベリー侯爵ロバート・ガスコイン＝セシルの四男。陸軍軍人としてマフディー戦争、第二次ボーア戦争に参戦したのち、招聘を受けて当時イギリスの占領下にあったムハンマド・アリー朝エジプトの財務顧問を務め、第一次世界大戦を耐え抜いた。最晩年にエジプト駐在イギリス高等弁務官レジナルド・ウィンゲートと不和になって辞任したが、同年に結核を診断され、スイスのサナトリウムで病死した。

## 生涯

### 生い立ちと陸軍入り
イギリスの首相第3代ソールズベリー侯爵ロバート・ガスコイン＝セシルと妻ジョージナ・シャーロットの四男として、1867年7月12日に生まれ、イートン・カレッジで教育を受けた。
軍人として育てられており、1887年4月30日にベッドフォードシャー連隊第4大隊（民兵隊）の中尉からグレナディアガーズの少尉に転じ、陸軍入りを果たした。グレナディアガーズで4年間経験を積んだ後、1891年4月30日にアイルランド軍総司令官初代ウォルズリー子爵ガーネット・ウォルズリーのエー＝ド＝カン（副官）に任命された。1892年3月23日（のちに3月16日付に変更）に中尉に昇進したが、病気を理由に一時半給になった。

### 軍人としてエジプト派遣
1896年6月18日にムハンマド・アリー朝エジプトに派遣され、ホレイショ・ハーバート・キッチナー率いる、マフディー戦争におけるドンゴラ遠征に参加した。セシルはこの遠征でキッチナーのエー＝ド＝カンを務め、同年11月3日に殊勲報告書記載の名誉を得た。キッチナーはスーダン征服を首相ソールズベリー侯爵（セシルの父）に認めさせようとしており、セシルを首相との仲介役として重用した。1897年、四等メディジディー勲章をオスマン帝国より授与された。同年にエチオピア帝国へのロッド使節団に同伴して、エチオピアより三等エチオピアの星勲章を授与された。
1898年3月12日に再びエジプトに派遣された。4月にアトバラの戦いに参戦した後、5月11日に大尉に昇進、5月12日にスーダンでの功績により少佐への名誉昇進辞令を得た。さらに飾版つき記章（medal with two clasps）も授与された。9月のオムドゥルマンの戦いでは戦場におり、キッチナー率いるイギリス軍がマフディー軍に大勝した。これにより9月30日に再び殊勲報告書記載の名誉を得て、11月16日に殊功勲章を授与された。

### 第二次ボーア戦争

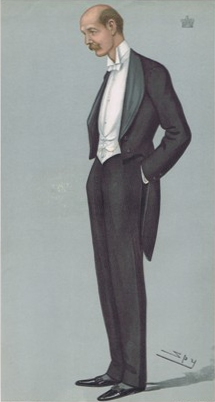
『バニティ・フェア』1899年11月9日号におけるカリカチュア、レスリー・ウォード画。

一旦帰国したセシルだったが、すぐに南アフリカへの派遣を志願し、1899年7月にイングランドを発った（『ロンドン・ガゼット』での発表は10月8日）。南アフリカでは10月11日のボーア人による宣戦布告（第二次ボーア戦争）まで上官のロバート・ベーデン＝パウエルのもとにいて、キンバリーの北200マイル (320 km)にあって守備が手薄なマフェキングの守備強化に専念した。開戦とともにマフェキングが包囲されたが、セシルは217日間にわたるマフェキング包囲戦を戦い抜き、1900年11月29日に戦功により中佐への名誉昇進辞令を得て、1901年2月8日に三たび殊勲報告書記載の名誉を得た。さらに飾版つき記章（medal with two clasps）も授与された。

### 行政官としてエジプト派遣
キッチナーの後任であるレジナルド・ウィンゲートは1903年にセシルを再度招聘して、「カイロにおけるスーダン代表」に任命した。1903年8月19日、少佐に昇進した。1904年にカイロにおけるエジプト軍情報長官（Director of Intelligence）に任命され、1905年に二等メディジエ勲章を授与された。エジプト総領事の初代クローマー伯爵イヴリン・ベアリングはセシルの行政における才能を認め、セシルをエジプト政府における陸軍政務次官、ついで財務政務次官に任命した。1906年11月29日、大佐への名誉昇進辞令を得た。1907年、二等オスマン勲章を授与された。同年、軍務から引退した。
1911年にキッチナーがエジプト総領事に就任すると、セシルは1912年にエジプト政府の財政顧問に起用され、6月3日に聖マイケル・聖ジョージ勲章ナイト・コマンダーを授与されたほか、一等メディジディエ勲章も授与された。第一次世界大戦が勃発したとき、キッチナーもセシルも休暇中でイングランドに滞在していたが、キッチナーが陸軍大臣に就任してイングランドに残ったのに対し、セシルはエジプトに向かった。このとき、エジプトの名目上の宗主国であるオスマン帝国は中央同盟国側で参戦しており、エジプトの守備が手薄であったため、東からオスマンが、西からサヌーシー教団が攻めてくる可能性があった。エジプト駐在イギリス高等弁務官に就任したヘンリー・マクマホンにはエジプトに関する知識がなく、経験豊富なセシルはエジプトのイギリス官僚の間で群を抜いて優秀だった。もっとも、セシル自身はグレナディアガーズに戻って前線で参戦することを度々本国に求め、そのたびに拒否され、1917年春に一時帰国して再度求めるもやはり拒否されている。1915年、エジプトよりナイル勲章グランドコルドンを授与された。

### 晩年
1916年にキッチナーが死去、1917年にウィンゲートが高等弁務官に就任すると、セシルの重要性が低下し、さらにウィンゲートとセシルの関係が悪化するとセシルは1918年に辞任した。このときのセシルはすでに病気になっており（のちに結核と診断される）、スイスのレザンにあるサナトリウムで療養したが、回復せず1918年12月13日から14日にかけて日付が変わるころに死去した。
『オックスフォード英国人名事典』はセシルをイギリス・エジプト関係史における重要人物とみなし、キッチナーやウィンゲートらの影に隠れた存在だったものの、イギリスによる有効なエジプト統治の典型だと評している。

## 著作
- Cecil, Lord Edward (1921). The Leisure of an Egyptian Official (英語). London: Hodder and Stoughton.
  - 死後、妻が出版した[1]。『英国人名事典』第3増補巻（1927年）はこの著作から、セシルが「気前のよい慈善家、見事に話す人、ウィットに富む作家」であると評した[3]

## 家族
1894年6月18日、ヴァイオレット・ジョージナ・マックス（Violet Georgina Maxse、1958年10月10日没、フレデリック・オーガスタス・マックスの娘）と結婚、1男1女をもうけた。2人の仲はよくなく、24年間にわたる結婚生活の大半を別居状態で過ごした。セシルの死後、ヴァイオレット・ジョージナは1921年2月26日に初代ミルナー子爵アルフレッド・ミルナーと再婚した。
- ジョージ・エドワード（1895年9月9日 – 1914年9月1日） - 戦死[2]
- ヘレン・メアリー（1901年5月11日 – 1979年） - 1921年2月8日、第2代ペンズハーストのハーディング男爵アレグザンダー・ハーディングと結婚、子供あり[2][31]